# Carlos Inarejos
Carlos Inarejos Hernández (Gandía, provincia de Valencia, España, 27 de mayo de 1984) es un entrenador de fútbol español. Actualmente es entrenador de  Al-Tai Saudi Club en Arabia Saudi.

## Trayectoria
Carlos es diplomado en magisterio especialidad en educación física, licenciado en psicopedagogía y posee un máster oficial en rendimiento deportivo y salud. Carlos comenzaría su trayectoria en los banquillos de las categorías inferiores del Alicante CF de las que formaría parte desde 2011 a 2013.
Más tarde, en la temporada 2013-14 formaría parte del cuerpo técnico del Real Murcia Imperial Club de Fútbol.
En enero de 2014, firma por el Club Atlético Artajonés del grupo XV de la Tercera División española, pero terminaría último clasificado y desciende a preferente. En la temporada siguiente lo dirigiría en Regional Preferente hasta junio de 2015, ganando la copa federación y situando el equipo en tercera posición, jugando promoción a tercera.
En febrero de 2016, se convierte en entrenador del Real de Gandia CF de la Primera Regional de la Comunidad Valenciana.
Durante la temporada 2016-17, sería segundo entrenador de Carlos Corberán en el Ermis Aradippou chipriota.
El 8 de febrero de 2017, se convierte en entrenador del Manchester 62 Football Club de Primera División de Gibraltar, al sustituir a Gabino Rodríguez. Un mes después, el 17 de marzo de 2017. 
En la temporada 2017-18, dirige al Football Club Mulhouse de la Championnat National 2, la cuarta división del fútbol francés, quedando en cuarta posición.
En 2018 el español desembarcó en el Golfo Pérsico para enrolarse en la cantera del Al-Hilal Saudi Football Club saudí para dirigir a su equipo sub-19, siendo campeón de liga y finalista en uno de los torneos más importantes de Golfo Emirates cup, perdiendo la final contra Flamengo (2-0) y eliminando en semifinales al Atlético de Madrid por 4-1.
Posteriormente se marchó a Catar para dirigir al equipo reserva del Al Ahli Sports Club durante la temporada 2019-20. Carlos se haría cargo momentáneamente del primer equipo catarí tras la marcha de Rubén de la Barrera en noviembre de 2019, hasta la llegada unas semanas después del técnico montenegrino Nebojsa Jovović.
Desde julio a septiembre de 2020 tuvo una corta experiencia como ayudante de Raúl Caneda en el Khor Fakkan Club de los Emiratos Árabes Unidos.
En octubre de 2020, firma por el Al-Shabab para dirigir a su equipo sub-23.
El 6 de enero de 2021, tras la destitución del portugués Pedro Caixinha al frente del primer equipo del Al-Shabab de la Liga Profesional Saudí, Carlos es nombrado primer entrenador hasta el final de temporada, dejando el equipo segundo clasificado y obteniendo clasificación directa para la Asian Champions league. Carlos dirigiría al conjunto saudí en 20 partidos hasta el mes de junio de 2021.
El 28 de septiembre de 2021, se convierte en nuevo entrenador del FC Karpaty Halych de la Primera Liga de Ucrania, la segunda división del fútbol ucraniano.
El 1 de julio de 2022, firma como entrenador del Al-Arabi Sports Club de la segunda división de Arabia Saudí. El 8 de octubre de 2022, después de 6 partidos de liga con 2 victorias, 4 empates y 0 derrotas (invicto en 3 meses) y en cuarta posición (ascenso a premier pro league) el club decide rescindir su contrato.
El 17 de abril de 2023 firma por el Football Club Nassaji Mazandaran de la Iran Pro League. El equipo cumple el objetivo establecido de no descender y además juega semifinales de copa donde es eliminado por Esteghlal Tehran Football Club.
El 27 de septiembre de 2023, es anunciado como entrenador principal del FC Noah de la Liga Premier de Armenia, hasta el 31 de mayo de 2025. Finalmente dejaría el club el 30 de junio de 2024.
El 16 de diciembre se convierte en el nuevo entrenador de Al-Riffa Sports Club en Bahrein.hasta el 31 de mayo de 2025.
El 14 de julio de 2025 es nombrado como nuevo entrenador de Al-Tai Saudi Club  de Arabia Saudi.

## Clubes

### Como entrenador
| Club                                                 | País           | Año       |
| ---------------------------------------------------- | -------------- | --------- |
| Real Murcia Imperial Club de Fútbol (2.º entrenador) | España         | 2013      |
| Club Atlético Artajonés                              | España         | 2014-2015 |
| Real de Gandia CF                                    | España         | 2016      |
| Ermis Aradippou (2.º entrenador)                     | Chipre         | 2016-2017 |
| Manchester 62 Football Club                          | Gibraltar      | 2017      |
| Football Club Mulhouse                               | Francia        | 2017-2018 |
| Al-Hilal Saudi Football Club (Sub-23)                | Arabia Saudita | 2018-2019 |
| Al Ahli Sports Club Reservas                         | Catar          | 2019-2020 |
| Khor Fakkan Club (2.º entrenador)                    | EAU            | 2020      |
| Al-Shabab Club (Sub-23)                              | Arabia Saudita | 2020      |
| Al-Shabab Club                                       | Arabia Saudita | 2021      |
| FC Karpaty Halych                                    | Ucrania        | 2021-2022 |
| Al-Arabi Sports Club                                 | Arabia Saudita | 2022      |
| Football Club Nassaji Mazandaran                     | Irán           | 2023      |
| FC Noah                                              | Armenia        | 2023-2024 |
| Riffa Club                                           | 🇧🇭 Baréin      | 2024-25   |